# Onthophagus grossepunctatus
Onthophagus grossepunctatus är en skalbaggsart som beskrevs av Edmund Reitter 1905. Onthophagus grossepunctatus ingår i släktet Onthophagus och familjen bladhorningar. Inga underarter finns listade i Catalogue of Life.